# كرينجلباخ
كرينجلباخ (بالألمانية: Krenglbach) هي بلدية في منطقة ويلس لاند في ولاية النمسا العليا.